# Пінгвін (острів)
Пінгвін (англ. Penguin Island) — вулканічний острів в архіпелазі Південних Шетландських островів. Активний стратовулкан.

## Історія
Острів був відкритий в 1820 році британськими мореплавцями під командою Едварда Брансфілда. Вранці вони побачили вулканічний конус висотою 180 метрів. Виверження йшло з усіх кратерів. У 1865 році виверження зробило великий кратер з озером на східному схилі. У 1905 році відбулося ще одне виверження (7 балів VEI[джерело?]).

## Географія
Невеликий вулканічний острів Пінгвін, розмірами 1,4х1,7 км розташований біля південно-східного узбережжя острова Кінг Джордж, Південних Шетландських островів Антарктиди, на захід від осі Брансфілдського рифтового басейну. Він має берегову лінію з невисоких скель, пляж на північному узбережжі забезпечує до нього доступ. На північному сході є невелике озеро. Найвизначніша особливість острова — пік Диякона, базальтовий шлаковий конус з добре збереженим кратером 350 м завширшки, в південній частині острова. Невелика пробка базальтової лави займає кратер глибиною 75 м. Мааровий кратер Петрел, завширшки 300 м, знаходиться біля східного узбережжя. Формування Дияконського кратеру було датоване лігенометрією приблизно 1850-ми роками, а молодший кратер Петрел утворився приблизно 100 років тому (~1905).